# Ралли Марокко (ралли-рейд)
Ралли Марокко (фр. Rallye du Maroc) — международный ралли-рейд, проходящий по территории Марокко. Проводится с 2000 года, и является преемником проводившегося ранее «Ралли Атлас» (1982 — 1998). Организатором гонки является французская компания NPO. Продолжительность Ралли Марокко составляет 6-7 дней. Общая протяженность маршрута превышает 2000 километров, из которых около 1500 приходится на спецучастки.
С 2000 по 2007 год включительно Ралли Марокко входило в календарь Кубка Мира по ралли-рейдам.
Первые шесть лет африканская гонка по традиции проводилась в конце мая — начале июня. В 2007 и 2008 годах прошла в сентябре. В 2009 году соревнование было перенесено на октябрь.

## Победители
| Год  | Мотоциклы            | Мотоциклы | Внедорожники        | Внедорожники       | Внедорожники    | Квадроциклы     | Квадроциклы | Грузовики        | Грузовики        | Грузовики       | Грузовики |
| Год  | Гонщик               | Марка     | Пилот               | Штурман            | Марка           | Гонщик          | Марка       | Пилот            | Штурман          | Механик         | Марка     |
| ---- | -------------------- | --------- | ------------------- | ------------------ | --------------- | --------------- | ----------- | ---------------- | ---------------- | --------------- | --------- |
| 2012 | Сириль Депре         | KTM       | Эрик Вигуру         | Александр Винок    | Chevrolet       | Венсан Альбира  | Honda       | Герард де Рой    | Том Колсул       | Дарек Родевальд | Iveco     |
| 2011 | Элдер Родригиш       | Yamaha    | Бернхард тен Бринке | Маттьё Бомель      | Mitsubishi      | Дмитрий Павлов  | Honda       | Мики Бьязьон     | Джорджо Альбиеро | Ливио Диаманте  | Iveco     |
| 2010 | Сириль Депре         | KTM       | Стефан Петерансель  | Жан-Поль Коттре    | BMW             | Паскаль Делеск  | Polaris     | Элизабет Жасинту | Чарли Готлиб     | Марко Кокиньу   | MAN       |
| 2009 | Марк Кома            | KTM       | Стефан Петерансель  | Жан-Поль Коттре    | BMW             | Лионель Лайне   | KTM         | Томаш Томечек    | Войтек Моравек   | —               | Tatra     |
| 2008 | Давид Фретинь        | Yamaha    | Жан-Луи Шлессер     | Арно Деброн        | Buggy Schlesser |                 |             |                  |                  |                 |           |
| 2007 | Рубен Фария          | KTM       | Жиниэль де Вильерс  | Дирк фон Цитцевитц | Volkswagen      |                 |             |                  |                  |                 |           |
| 2006 | Марк Кома            | KTM       | Жиниэль де Вильерс  | Дирк фон Цитцевитц | Volkswagen      | Кристоф Деклерк | Yamaha      | Томаш Томечек    | Войтек Моравек   | —               | Tatra     |
| 2005 | Исидре Эстеве Пухоль | KTM       | Брюно Саби          | Мишель Перен       | Volkswagen      | Кристоф Деклерк | Yamaha      | Томаш Томечек    | Войтек Моравек   | Майкл Танака    | Tatra     |
| 2004 | Исидре Эстеве Пухоль | KTM       | Стефан Петерансель  | Жан-Поль Коттре    | Mitsubishi      |                 |             |                  |                  |                 |           |
| 2003 | Сириль Депре         | KTM       | Жиниэль де Вильерс  | Тина Тёрнер        | Nissan          |                 |             |                  |                  |                 |           |
| 2002 | Ришар Сайнкт         | KTM       | Жан-Луи Шлессер     | Анри Мань          | Buggy Schlesser |                 |             |                  |                  |                 |           |
| 2001 | Ришар Сайнкт         | KTM       | Жан-Луи Шлессер     | Анри Мань          | Buggy Schlesser |                 |             |                  |                  |                 |           |
| 2000 | Сириль Депре         | Honda     | Жан-Луи Шлессер     | Анри Мань          | Buggy Schlesser |                 |             |                  |                  |                 |           |

## Ралли Атлас
Непосредственным предшественником «Ралли Марокко» был ралли-рейд с названием «Ралли Атлас», он проводился с 1982 по 1998 годы.